# Maria Janion

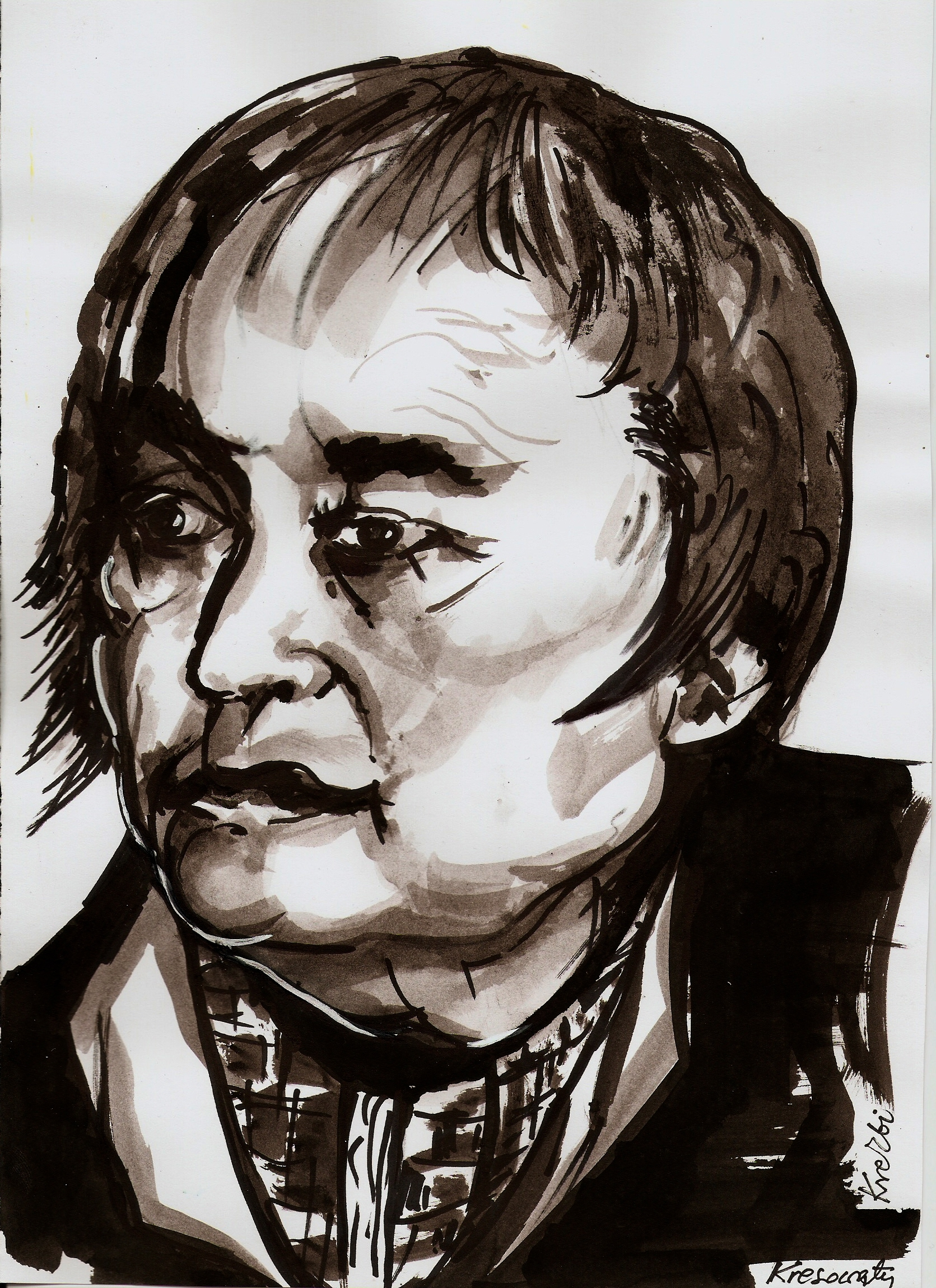
Zbigniew Kresowaty: Maria Janion (ohne Jahr)

Maria Janion (* 24. Dezember 1926 in Mońki, Podlachien; † 23. August 2020 in Warschau) war eine polnische Literaturwissenschaftlerin, Literaturkritikerin und Hochschullehrerin.

## Leben und Wirken

### Jugend und Bildung
Während des Zweiten Weltkriegs lebte Janion mit Eltern in Wilna, kam im Frühjahr 1945 als Repatriantin nach Bydgoszcz, legte die Externistenmatura in Toruń ab, immatrikulierte sich im Herbst 1945 und studierte dann Polonistik an der Universität Łódź. Im Jahr 1949 zog sie nach Warschau um, schloss das Studium als Magistra an der Universität Warschau ab und war von 1951 bis 1952 dort als Assistentin tätig. 1949 trat sie der Polnischen Vereinigten Arbeiterpartei (PZPR) bei und blieb ihr Mitglied bis zum Ausschluss im Jahr 1979. Mit der Dissertation über Lucjan Siemieński wurde sie 1955 zur Aspirantin der polnischen Philologie.

### Beruf und Wirken
Ab 1957 lehrte sie als Dozentin an der Pädagogischen Hochschule in Danzig und im Jahr 1963 habilitierte sie zur außerordentlichen Professorin. Im Jahr 1970 wurde sie am Institut Polnischer Philologie an der Polnischen Akademie der Wissenschaften (Instytut Filologii Polskiej, PAN) der neu gegründeten Universität Danzig angestellt, habilitierte 1973 zur ordentlichen Professorin und wirkte dort bis 1990. In den Jahren von 1979 bis 1983 war sie ein Mitglied des Polnischen Schriftstellerverbands (Związek Literatów Polskich), ab 1980 war sie Mitglied des Verbandes der Polnischen Schriftstellers (Stowarzyszenie Pisarzy Polskich), ab 1990 wirkendes Mitglied der Polska Akademia Umiejętności, ab 1991 Mitglied des Polnischen P.E.N.-Clubs und der Polnischen Akademie der Wissenschaften (PAN).
In ihren Schriften, Rezensionen und Publikationen setzte sie sich mit der Kulturellen Rezeption der polnischen und deutschen Romantikepoche und derer literarischen Figuren auseinander. Ferner beschäftigte sie sich mit der literarischen Darstellung und Überlieferung des polnischen Heroismus, Messianismus, der Stellung des Judentums und den feministischen Strömungen in der polnischen Literatur.
Von 1997 bis 2004 gehörte sie der Jury für den Nike-Literaturpreis an. Als Anerkennung ihrer Verdienste erhielt sie im Jahr 1980 den Preis der Alfred-Jurzykowski-Foundation, am 11. Dezember 2012 überreichte ihr der französische Botschafter in Warschau Pierre Buhlow den Ordre national du Mérite und am 13. Juni 2013 ist sie zur Ehrenbürgerin Warschaus gewählt worden.

## Schriften (Auswahl)
- Lucjan Siemieński, poeta romantyczny. (Monografie), Państwowy Instytut Wydawniczy, Warszawa 1955.
- Zygmunt Krasiński, debiut i dojrzałość. Wiedza Powszechna, Warszawa 1962.
- mit Eberhard Dieckmann (Hrsg.), Bruno Schymon (Übersetzung): Positionen polnischer Literaturwissenschaft der Gegenwart. Methodenfragen und Literaturgeschichtsschreibung. Akademie-Verlag, Berlin 1967.
- Odysea wychowania. Goetheańska wizja człowieka w latach nauki i latach wędrówki Wilhelma Meistra. Aureus, Kraków 1998, ISBN 978-83-87887-01-8.
- Günter Grass i polski Pan Kichot. Słowo/obraz terytoria, Gdańsk 1999, ISBN 978-83-87316-44-0.
- Czy będziesz wiedział, co przeżyłeś. Wydawnictwo Sic !, Warszawa 1996.
- Wampir. Biografia symboliczna. Słowo/obraz terytoria, Gdańsk 2002, ISBN 978-83-89405-65-4.
- Życie pośmiertne Konrada Wallenroda. Państwowy Instytut Wydawniczy, Warszawa 1990.
- Mężczyzna, kobieta, dzieje. In: Günter Grass: Der Butt. (Turbot). Polnord-Oskar, Gdańsk 1995, ISBN 83-86181-19-2.
- Purpurowy płaszcz Adama Mickiewicza. Studium z historii poezji i mentalności. Słowo/obraz terytoria, Gdańsk 2001.
- Die kontrollierte Frau. Noch sind die Polinnen nicht verloren. (Jeszcze Polki nie zginęły). In: Wespennest 120, Wien 2000.
- Niesamowita Słowiańszczyza. Fantazmaty literatury. Wydawnictwo Literackie, Kraków 2006, ISBN 83-08-03928-6.
- mit Kazimiera Szczuka: Janion. Transe–traumy–transgresje. 1: Niedobre dziecię. Wydawnictwo Krytyki Politycznej, Warszawa 2013, ISBN 978-83-63855-02-4.
- Bohater, spisek, śmierć. Wykłady żydowskie. 2009. Übersetzung Alex Shannon: Hero, Conspiracy, and Death. The Jewish Lectures. PL Academic Research Verlag, Frankfurt am Main 2014, ISBN 978-3-631-62357-2.
- Bernhard Hartmann, Thomas Weiler (Übersetzer), Magdalena Marszałek (Hrsg.): Die Polen und ihre Vampire. Studien zur Kritik der Phantasmen. Suhrkamp Verlag, Berlin 2014, ISBN 978-3-518-42430-8.

## Verfilmung
- 2000: Nowy kontakt wyobraźni. Dokumentarfilm. Regie: Agnieszka Zawadowska.
- 2002: Nowe Horyzonty–Filmfestival; Meine Filme, Maria Janion.
- 2005: Bunt Janion. Dokumentarfilm. Regie: Agnieszka Arnold.
- 2005: Obłoki Marii Janion. Dokumentarfilm. Regie: Krzysztof Bukowski.
- 2009: Kongres niedokończony. Dokumentarfilm. Regie: Agnieszka Arnold.

## Auszeichnungen und Ehrungen (Auswahl)
- 1962: Aleksander-Brückner-Preis
- 1980: Preis der Alfred-Jurzykowski-Fundation in New York
- 1994: Ehrendoktorin (Dr. honoris causa) der Universität Danzig
- 2001: Kazimierz-Wyka-Preis
- 2005: Preis der Izabela-Jaruga-Nowacka-Stiftung
- 2006: Kulturpreis Paszport Polityki
- 2006: Stammbaum Janion (Drzewo Janion[2], Księga Janion) zum 80. Geburtstag
- 2007: Gloria-Artis-Medaille für kulturelle Verdienste in Gold
- 2007: Nominierung für Nike-Literaturpreis für Niesamowita Słowiańszczyzna
- 2012: Ordre national du Mérite (Commandeur)
- 2012: Irena-Sendler-Award[3]
- 2013: Ehrenbürgerin der Stadt Warschau[4]